# Herman Sundin
Julius Herman Sundin, född 12 juli 1894 i Fjällsjö socken, Ångermanland, död 25 juli 1989 i Lidingö, var en svensk militär (överste).

## Biografi
Efter studentexamen i Härnösand valde Sundin en militär karriär. Han blev fänrik vid kustartilleriet 1916, löjtnant där 1918 och kapten vid Flygvapnet 1926. Sundin var adjutant hos chefen för Flygvapnet 1926–1931. Han befordrades till major 1936, till överstelöjtnant 1938 och till överste 1943.   Sundin var chef för Roslagens flygflottilj (F 2) 1936–1944 och chef för Norra flygbasområdet (Flybo N) 1944–1954. Han blev riddare av Svärdsorden 1937 och kommendör av andra klassen av samma orden 1948. Sundin är begravd på Lidingö kyrkogård.